# Gàbals
Els gàbals (en llatí Gabali o Gabales, en grec antic Γαβάλεις, segons Estrabó) van ser un poble gal, veí dels rutens a la frontera de la Narbonesa entre els arverns i els helvis, al país muntanyós que en català s'anomena Gavaldà i en francès Gévaudan, derivat de Gabaldanum (Pagus Gabalicus), i que és l'actual departament de Lozère.
La seva capital era, segons Claudi Ptolemeu, Anderitum o Anderidum més tard Gabalum que correspon a la moderna Javoux, prop de Mende, que va ser una seu episcopal fins al segle iv quan es va transferir a Mende (Mimate). En temps de Juli Cèsar estaven sotmesos als arverns i es van unir a la revolta de Vercingetorix l'any 52 aC per mediació de Lucteri. El seu territori tenia mines d'argent segons Estrabó i els seus formatges, sobretot els del Lesorae Gabalicique pagi, eren famosos a Roma, segons Plini el Vell. El Lesora és la muntanya de Lozère.
Altres llocs del territori esmentats als itineraris van ser Ad Silanum, entre Anderitum i Segedunum (moderna Rodez), prop de la moderna Treslans. Gregori de Tours esmenta el castell de Grèzes (Castellum Gredonense).